# Xinka (volk)
De Xinka, Xinca of Szinca zijn een indiaans volk, woonachtig in Guatemala. Er zijn ongeveer 16.000 Xinka. Zij zijn het enige indiaanse volk in Guatemala dat niet tot de Maya's behoort.
Over de oorsprong van de Xinka tasten geleerden nog altijd in het duister. Mogelijk zijn zij bevolkingsgroep van Guatemala, en leefden in het land nog voor de Maya's. In het verleden leefden zij ook in het aangrenzende gebied van El Salvador. In 1525 werden de Xinka door de Spanjaarden onderworpen. Vanaf 1575 werden grote groepen Xinka's door de koloniale autoriteiten naar andere gebieden gedeporteerd om de verspaansing van het gebied te bevorderen, en is een groot deel van de Xinkacultuur verloren gegaan. De laatste jaren is het Xinkabewustzijn echter sterk in opkomst.
Hun taal is een isolaat en heeft dus geen bekende verwanten, hoewel banden met het Lenca en de Chibchatalen van Colombia wel zijn voorgesteld. Het Xinka wordt nog door hoogstens enkele honderden mensen gesproken.
Achi · Acateken · Aguacateken · Chuj · Garifuna · Ch'orti' · Itza · Ixil · Jacalteken · K'iche' · Kaqchikel · Lacandón · Mam · Mopan · Poqomam · Poqomchi' · Q'anjob'al · Q'eqchi' · Sacapulteken · Sipakapense · Tectiteken · Tz'utujil · Uspanteken · Xinka